# Thuraya Qabil
Thuraya Muhammad Qabil (parfois écrit Gabel) est une journaliste et poétesse saoudienne, née en 1943 à Djeddah.

## Carrière
Qabil détient un diplôme du secondaire.
Avec la publication de The Weeping Rhythms, elle devient la première femme saoudienne originaire du Hejaz à publier un recueil de poèmes. Avec Fatna Shakir, 'Abdiya Khayyat et Huda Dabbagh, elle fait partie des femmes saoudiennes qui acquièrent une notoriété dans le monde des lettres dans les années 1950 et 1960. Le recueil connaît un succès et inspire de nombreuses chansons populaires, mais il reste la seule œuvre Qabil écrite en vers.
Qabil est également journaliste : elle est rédactrice en chef du magazine Zina de 1986 à 1987, ainsi que rédactrice pour les journaux al-Bilad et Ukaz.